# Saison 6 d'Orange Is the New Black
Chronologie
Saison 5 Saison 7
Cet article présente le guide des épisodes de la sixième saison de la série télévisée Orange Is the New Black.

## Généralités
Comme les autres productions originales de Netflix, tous les épisodes sont disponibles simultanément le même jour.

## Distribution

### Acteurs principaux
- Taylor Schilling : Piper Chapman
- Laura Prepon : Alex Vause
- Danielle Brooks : Tasha « Taystee » Jefferson
- Natasha Lyonne : Nicolette « Nicky » Nichols
- Uzo Aduba : Suzanne « Crazy Eyes / La folle dingue » Warren
- Laura Gómez : Blanca Flores
- Selenis Leyva : Gloria Mendoza
- Taryn Manning : Tiffany « Pennsatucky » Doggett
- Jackie Cruz : Marisol « Flaca » Gonzales
- Adrienne C. Moore : Cindy « Black Cindy » Hayes
- Kate Mulgrew : Galina « Red » Reznikov
- Jessica Pimentel : Maria Ruiz
- Dascha Polanco : Dayanara « Daya » Diaz
- Elizabeth Rodriguez : Aleida Diaz
- Nick Sandow : Joe Caputo
- Dale Soules : Frieda Berlin
- Yael Stone : Lorna Morello
- Matt Peters : Joel Luschek

### Acteurs récurrents et invités
- Michael J. Harney : Sam Healy
- Lea DeLaria : Carrie "Big Boo" Black
- Alex Trebek (lui-même)
- Amanda Fuller : Madison "Badison" Murphy
- Finnerty Steeves : Beth Hoefler
- Alice Kremelberg : Nicole Eckelcamp
- Vicci Martinez : Dominga "Daddy" Duarte
- Laverne Cox : Sophia Burset
- Henny Russell : Carol Denning
- Ashley Jordyn : Carol Denning (jeune)
- Mackenzie Phillips : Barbara "Barb" Denning
- Lauren Kelston : Barbara "Barb" Denning (jeune)
- Sipiwe Moyo : Adeola
- Daniella De Jesus : Irene "Zirconia" Cabrera
- Shannon Esper : Alana Dwight
- Lori Petty : Lolly Whitehill
- Christina Toth : Annalisa Damiva
- Kana Hatakeyama : Charlene Teng
- Reema Sampat : Shruti Chambal
- Jo Lampert : Marie Brock
- Shirley Roeca : Vazquez
- Rebecca Knox : Tina Swope
- Alysia Reiner : Natalie Figueroa
- Emily Tarver : Artesian McCullough
- Susan Heyward : Tamika Ward
- Nicholas Webber : Alvarez
- Mike Houston : Lee Dixon
- James McMenamin : Charlie Coates
- Josh Segarra : Stefanovic
- Beth Dover : Linda Ferguson
- Nick Dillenburg : Blake
- Branden Wellington : Jarod Young
- Ali Ahn : Agent Nguyen
- Alexander Wrigth : Vasily Reznikov
- Miguel Izaguirre : Diablo
- Karina Ortiz : Margarita

## Épisodes

### Épisode 1:L'histoire que j'ai apprise
Dans le quartier de haute sécurité et sans médication, Suzanne hallucine en observant ses codétenues capturées après l’émeute dans leurs cellules, ne réalisant pas que Freida s'est ouvert les poignets sous ses yeux. Les détenues retrouvées dans la piscine abandonnée sont interrogées sur la mort de Piscatella dont elles sont accusées. Suzanne est la première interrogée.
Avec la mort d'un de leurs collègues, les gardiens ne cachent pas leur colère et saisissent la moindre occasion pour violenter les détenues, notamment Taystee et Dayanara, principales accusées.
Red s'interroge sur l'avenir de ses protégées après avoir rencontré une détenue de longue date du quartier, Madison "Badison" Murphy, violente et manipulatrice, et Piper s'inquiète de la disparition d'Alex qu'elle n’a pas revue depuis l’assaut.
Gloria et Maria se retrouvent lors de la sortie de marche et alors qu'elles commencent à se battre, les gardes les menottent sous une douche froide et les forcent à s'embrasser.
Piper apprend qu'une détenue serait morte dans l’assaut, et craint qu'il ne s'agisse d'Alex et interroge tout le monde à ce sujet. Badison l'envoie en médical pour qu'elle voit si Alex y est, ce qui énerve Red qui dit à la détenue de ne pas toucher à sa famille.
Mendoza, Piper, Cindy et Nicky ont droit a un appel : Mendoza apprend que son fils est sorti du coma et lui parle. Piper demande à son père de lui envoyer un avocat et de faire des recherches sur la détenue qui est décédée, lorsqu'elle lui dit qu'Alex et elle sont fiancés, son père lui raccroche au nez. Cindy appelle le rabbin qui l'a converti et Nicky son père pour leur demander de leur envoyer un avocat.
En médical, Piper apprends qu'une détenue est morte le matin même, elle a peur qu'il s'agisse d'Alex.

### Épisode 2:Va y avoir du grabuge
Le gouverneur voulant clore le dossier de l’émeute au plus vite, les agents fédéraux ont moins d'une semaine pour désigner des responsables, et deux détenues écoperont d'une sentence à vie pour la mort des gardes, trois autres auront 10 ans de plus. Daya plaide coupable pour meurtre au second degré sur Humphrey et Taystee prend 10 ans.
Caputo, suspendu après l'émeute, tourne en rond chez lui. Healy a tourné la page et ne peut le conseiller. Finalement, Caputo remet de l’ordre dans sa vie et finit par découvrir que Figueroa a pris sa place de directrice de Litchfield, malgré le détournement de fonds qu'elle a commis avant.
Piper se préoccupe de son apparence. Elle a une nouvelle codétenue dans sa cellule, Beth, qui semble sympathique, cible de Madison Murphy, mais cache qu'elle est emprisonnée pour avoir tué ses trois enfants.
Coates est en fuite avec Pennsatucky. Surpris par Dixon, Coates tente de le repousser mais Dixon croit que son collègue veut se suicider. Après une journée à rouler, Pennsatucky craque, sort du coffre de la voiture où elle était cachée et révèle la vérité.
Gloria compte se venger de Maria en la chargeant dans son témoignage. Comme Ruiz l'accuse à son tour, Gloria parvient à trouver un subterfuge pour communiquer avec Blanca et s'assurer qu'elle confirme sa version.

### Épisode 3:Pense à ta pomme
Linda est retrouvée et libérée juste après avoir la tête rasée pour une infestation de poux. En échange de son silence, elle exige de MCC une promotion, un triplement de salaire et le poste de vice-présidente.

### Épisode 4:C'est moi l'âne parlant
Nicky est poussée à accepter le marché qui la sortirait du QHS et lui éviterait une prolongation de peine de 70 ans mais hésite pour ne pas trahir Red. Quand elle lui dit, Red lui en veut mais lui pardonne lorsqu'elle réalise le fonctionnement des interrogateurs.
Taystee apprend de son avocate commise d'office qu'elle ne sera pas interrogée mais accusée du meurtre de Piscatella ; sans soutien et voyant dans une autre émeute de pénitencier un signe de changement, elle demande de l’aide à Caputo, toujours suspendu.
Luschek, McCullough et Blake sont transférés au QHS et découvrent que les gardiens ont un jeu où les détenues gagnent des points quand elles commettent des infractions.
Aleida découvre le sort de Daya, moins battue par les gardiens maintenant qu'elle est en quartier libre, et accepte de vendre des compléments alimentaires, se retrouvant dans un système de vente pyramidale car son casier lui bloque d'autres postes.
Piper retrouve Alex, qui était à l'hôpital pour son épaule et maintenant également renvoyée au bloc C. Madison les surprend et décide de faire en sorte qu'Alex soit dans la cellule voisine de celle de Piper et ce malgré les protestations des intéressés qui savent que cela ne sera pas gratuit. Madison demande alors à une de ses protégées de demander un changement. Voyant que celle-ci n'accepte pas immédiatement, Badison n'hésite pas à abuser de ses propres protégées.

### Épisode 5:Drôle de farces
La veille de Halloween est synonyme de farces douteuses entre détenues.
Badison explique à Piper qu'elle a entendu parler du fait qu'elle venait d'une famille riche par Stella et exige qu'elle lui donne de l'argent.
En parallèle, les gardiens ont commencé à se répartir les détenues et commencent à les monter les unes contre les autres pour provoquer des incidents et gagner des points. L'une des victimes est Maria, qui se retrouve sans alliée car les autres détenues ont que c'était elle qui avait libéré les gardiens.
Daddy ordonne également que des rats soient relâchés dans la salle où est conservé le fromage afin de le récupérer au bloc C, ignorant que c'est là que Hellman, un gardien, fait rentrer de l'oxycodone.
Au bloc B, Freida essaie de garder ses distances avec Suzanne jusqu'au moment où elle trouve des bâtonnets taillés en pointe qui peuvent servir d'arme. De peur que ce soit pour la tuer Freida accepte de la prendre comme nouvelle colocataire, la précédente étant décédée de vieillesse.
Figueroa découvre que MCC a mal évalué le comptage des détenues et l'évasion de Pennsatucky est découverte, Chang ayant été retrouvée dans les bois. Un mandat d'arrêt est lancé et Coates propose de fuir pour le Canada, mais peu sûre de ses sentiments et craignant les crises de violence de l'ancien gardien, elle préfère se rendre.

### Épisode 6:In utero
Pour se venger des rats lâchés dans la fromagerie, Badison force son gang à déféquer sur le linge des détenues du bloc D, ce que Piper refuse de faire. C'est une blague qui n'est pas du goût de Carol qui en veut plus.
Hellman explique que la production de fromage était ce par quoi il faisait rentrer de la drogue dans la prison. Quand les détenues du bloc D commencent à montrer des signes de manque que Nicky reconnait vite, Daddy les convainc que le bloc C est responsable.
Luschek est chargé de trouver une remplaçante pour le show radiophonique de la prison, Flaca cherche une partenaire et trouve son style avec Black Cindy.
Après sa visite chez le médecin, Gloria craint de commencer à souffrir de ménopause.
Taystee passe devant le juge, plaide coupable pour incitation à l'émeute mais non coupable pour le meurtre de Piscatella. En attendant son procès, où elle sera soutenue par des militants de l'ACLU et du mouvement Black Lives Matter, elle arrive au bloc D, rejoignant Cindy qui l’a trahie.
MCC doit gérer cette nouvelle crise, que Linda prend au sérieux mais pas Figueroa.

### Épisode 7:Les choses changent
Carol écarte Badison de son gang pour ne pas avoir trouvé de solution pour importer de la drogue dans le QHS. Badison cherche alors un moyen de revenir dans ses bonnes grâces et Alex suggère d'utiliser Luschek pour faire entrer quelque chose de plus grande valeur. 
Après la tentative de meurtre dont elle a été victime, Ruiz a été envoyée au quartier psychiatrique, rien ne prouvant la présence d'une autre personne et donc l'évaluation a conclu à une tentative de suicide. Elle convainc le psychiatre de la libérer et une infirmière lui propose de se tourner vers la religion. 
Linda fait une visite au QHS et trouve Pennsatucky ; quand la détenue menace de révéler son aventure avec Big Boo, Linda accepte de l’envoyer au bloc B. 
Daya trouve la planque personnelle d'oxycodone de la sœur de Carol. Daddy la surprend en train de planer, alors qu'il s'agit des dernières doses qu'elle possède. 
À l'extérieur, Caputo propose un dernier rendez-vous avec Figueroa, sans leur jeu de chien et chat habituel, avant son départ au Missouri, et il découvre une personne fatiguée.
La cour est le seul endroit où les détenues des différents blocs se croisent. Nicky demande à Blanca des nouvelles de Red et finit par lui suggérer un moyen de s'inséminer artificiellement. 
Piper trouve dans la bibliothèque des photos montrant la dernière partie de kickball entre les blocs C et D, le jour de la grande bataille entre Barbara et Carol. Elle souhaite les réinstaurer.

### Épisode 8:Jordan, ou pas
Comme le pressentait Piper, Alex se retrouve malgré elle introduite dans le gang de Carol par Madison. Mais Alex dit à Badison qu'elle ne veut pas faire partie du gang.
Red découvre que Frieda est au bloc B, avec les avantages qui vont avec, et cherche à se faire une alliée de Carol, qu'elle sait détenue dans le bloc C avec elle. 
Daddy force Daya à trouver une détenue du bloc C prête à transmettre de l'oxycodone dans le bloc D et trouve Blanca qui veut introduire du sperme de son amant Diablo pour se faire inséminer. Lors de l’échange pendant le cours de danse assuré par Luschek, Daya et Blanca sont surprises et battues par le gang de Carol, qui vole les doses, mais Daya a réussi à garder quelques pilules. 
Taystee reçoit beaucoup de courrier dont une proposition d'interview. Soutenue par son avocate, elle accepte et dénonce les conditions dans lesquelles elle vit et les abus et violences qu'elle subit de la part du système et des gardiens, et ce alors que les gardiens Ward et Hellman sont présents. 
Piper force Luschek à réintroduire les séances de kickball en échange de son silence sur les téléphones. 

### Épisode 9:Brise le fil
Gloria se retrouve à prendre en charge les cours d'aérobic qui deviennent des cours de salsa ; Zirconia remarque que Luschek ne reste pas indifférent à la danse de Gloria et, jalouse, demande à Badison de la faire cesser, affirmant qu'elle en veut aux téléphones. Badison menace Gloria.
Red essaie de renouer avec sa famille mais apprend que son mari voit une autre femme et que ses enfants ne veulent plus l'entendre réciter des dictons russes. La haine contre sa famille la rapproche de Carol. 
Daddy gagne du temps avec Barbara en ressortant des sels de bain vieux de trois ans. Daya pense alors à utiliser les vieux contacts de sa mère pour faire entrer de la drogue, mais Aleida refuse jusqu'à ce que ses chances d'obtenir un logement pour sa famille s'amenuisent. 
Barb, la chef du bloc D et sœur de Carol, fait une crise de délire en prenant les sels de bain moisis que lui a donné Daddy en guise de drogue, et finit à l'infirmerie avec Nicky, qui la calme le temps qu'elle redescende. 
Caputo accepte d'être témoin de moralité pour Taystee et prend à cœur de défendre son cas. Linda lui rappelle qu'il est toujours salarié de MCC et doit donc rester loyal envers la compagnie mais il préfère démissionner. 
Cindy a des douleurs au dos et sait qu'elles ont un lien avec ses mensonges envers Taystee. 

### Épisode 10:Le nookie au chocolat
Un mois a passé depuis qu'Aleida et Daya ont mis au point leur méthode pour faire entrer de la drogue au bloc D : Aleida fréquente Hopper et lui donne une boîte de ses compléments alimentaires avec un double fond et Daya récupère la boîte une fois jetée à la poubelle. Mais Daya demande plus de drogue et Hopper finit par trouver la cachette. 
Cindy utilise un des téléphones pour appeler Caputo et lui révéler que Piscatella a été abattu par un des hommes du CERT. Caputo tente d'interroger un des agents mais celui-ci devient vite soupçonneux, aussi Figueroa lui conseille plutôt de se retourner contre MCC et les accuser de négligence. 
Chapman et Badison se chargent de recruter pour l'équipe de kickball du bloc C. Piper a également recruté dans le bloc B Pennsatucky et Suzanne. Cela fait peur à Freida qui craint que sa colocataire ne soit influencée et finisse par s'en prendre à elle. Chapman est élu capitaine de l'équipe, au grand désarroi de Badison
Nicky est devenue compagnon de sobriété pour Barbara, qui veut saisir l'occasion de se débarrasser de sa sœur Carol dans leur salon de coiffure, mais Nicky sait que Red est devenue proche de Carol et pourrait être une victime collatérale.

### Épisode 11:Ça prend une tournure sombre
Barb se décide à tuer Carol et tout son gang. Nicky veut donc prévenir Red mais son message est intercepté par les gardiens et Carol est envoyée en isolement pour sa protection. Barb et le reste du gang soupçonnent Nicky d'être une taupe. Elle parvient à détourner les soupçons pour un temps, rappelant qu'elle a dénoncé Red au FBI. 
Hopper a découvert qu'il servait de mule pour la drogue d'Aleida, qui lui renvoie ses choix de vie (vivre avec sa grand-mère grabataire, avoir de faibles attentes de la vie). Quand il réalise qu'il est gardien de Litchfield depuis bientôt 10 ans, il décide de suivre Aleida : il va faire rentrer des boites pleines pendant trois mois avant de démissionner. 
Dans le bloc B, Suzanne et Pennsatucky tentent de démasquer celle que Carol a chargé de tuer Freida et la trouvent sans s'en rendre compte : une détenue âgée mais avec de grandes rentrées d'argent. Freida la piège et elle finit en isolement. 
Maria essaie de suivre les conseils de son groupe de prière mais quand elle apprend que c'est Beth, également membre du groupe, qui a essayé de la noyer dans les toilettes sur une impulsion et que l'infirmière responsable du groupe soutient la mère infanticide, Ruiz les traite d'hypocrites et quitte le groupe. 
Badison ne supporte pas que Piper ait pris la tête de l’équipe de kickball et commence à se venger en faisant tout pour annuler le match et piéger sa rivale pour que sa peine soit allongé.
Le procès de Taystee approche. Cindy veut revenir sur son témoignage mais il est trop tard et elle se retrouve à charge contre son amie. Caputo commence à démarcher les détenues maltraitées par MCC, en commençant par Burset, mais Linda le découvre et négocie des accords dans son dos contre leur silence.

### Épisode 12:Duos d'enfer
Au désespoir de Copeland, Barb et Carol passent une nuit entière à s'ignorer, mais dès leur retour dans leurs blocs, elles préparent la guerre. 
Badison persiste à vouloir prolonger la peine de Piper et pousse le gardien Hellman à rédiger un faux rapport d'incident contre des faveurs sexuelles. Piper s'arrange avec Hopper pour sa protection contre des renseignements sur les trafics, mais en secret, Alex propose ses services à Carol pour rentrer de la drogue, révélant qu'elle est derrière l'idée des téléphones, en échange, Badison laisse Piper en paix. Carol décide de faire d'Alex et Badison ses deux lieutenants, la première pour le réseau de drogue, la seconde pour les conflits dans la prison. 
Red est furieuse de voir Carol abandonner l’idée de se venger de Freida. Les deux femmes se recroisent au moment où Red allait au parloir rencontrer pour la première fois ses petits-enfants et ruine sa chance en préférant se venger.
Cindy partie pour le procès de Taystee qui s'annonce incertain, Gloria se propose de la remplacer dans l'émission radio de Flaca. Elle découvre alors les feuilles de scores de gardien et commence à dénoncer la ligue au micro, ignorant qu'il est encore éteint, et finit en isolement. Au tribunal, Caputo montre tout son soutien à Taystee, qui lui rappelle qu'elle n'est pas seule et qu'elle doit encore se battre pour Poussey.
Sur l'idée de Linda, MCC se renomme PolyCon et commence à tourner des clips promotionnels avec les gardiens et les détenues. En parallèle, la société met en place un système permettant de définir qui bénéficiera d'une libération anticipée: les détenues les moins violentes afin d'avoir plus de détenues violente, qui leur rapportent plus d'argent.

### Épisode 13:Libre arbitre
Vingt-cinq détenues bénéficient d'une libération anticipée ; Piper, Sophia et Blanca apprennent ainsi qu'elles seront libérées le lendemain, le jour où doit avoir lieu le match de kickball. Alex organise un mariage en prison, où Nicky officie, et Piper fait promettre à Alex de sortir sans faire rallonger sa peine.
Aleida découvre en rendant visite à Daya que sa fille prend de l'héroïne, mais ne pouvant se résoudre à arrêter le trafic qui se fera sans elle, elle pense à ses autres enfants qu'elle espère encore récupérer grâce au trafic.
Taystee est déclarée coupable du meurtre de Piscatella. Caputo tente de pousser l'agent du CERT à avouer, mais il reçoit un coup de poing au visage, puis l'ancien directeur tente de faire un scandale au moment où PolyCon se prépare à faire une grande annonce.
Alors que les détenues sont amenées sur le terrain de kickball, Carol et Barb s'éclipsent et enfilent des tenues du bloc B pour s'y introduire au moment de l’évacuation et tuer Freida. Voyant que les meneuses des deux blocs ne sont pas là, Ruiz veut essayer d'éviter le bain de sang et demande que les deux équipes soient mélangées pour ne pas avoir un bloc contre l'autre. Finalement, le match a lieu sans encombre, chacune savourant l'occasion d'être à l'air libre et de jouer. Carol et Barb finissent par se disputer et s'entre-tuent ; Copeland devient ainsi la gagnante de la ligue des détenues. Lorna, enceinte de sept mois, finit par avoir des contractions et arrive à l'infirmerie avec un début d'hémorragie.